# Рудники Тіо
Рудники Тіо (Thio) — гірничодобувні майданчики в Меланезії на острові Нова Каледонія (заморське володіння Франції).
Розробка нікелевих покладів у сточищі річки Тіо почалась ще в 1875 році. У деяких джерелах зазначають, що це була перша нікелева копальня в Новій Каледонії та в цілому у світі, втім, за іншими даними, видобуток нікелю в Mont-Dore почався ще раніше, в 1873 році (а в 1874-му за нею послідувала копальня Боакайне). Доволі швидко Тіо перетворився на один з провідних центрів нікелевої промисловості, який з 1880-го потрапив під контроль найвідомішої новокаледонської гірничої компанії Société le Nickel (SLN).
Відомо про існування у рудному центрі Тіо численних копалень, які перебували як на лівобережжі річки Тіо — «Clemence», «Pauline», «Ningua», так і на її правобережжі — «Elise», «Bornets». Дещо північніше в сточищі однойменної річки виникла копальня «Dothio». Також відомо про існування копалень «Toumourou» та «Caroline» на певному віддаленні від центру району й тому в 1900-х роках були передані в оренду (за звичайною для Нової Каледонії практикою, власники гірничих ліцензій часто передавали в розробку іншим бізнесам малі, віддалені від основних центрів видобутку або менш рентабельні рудники).
У підсумку ж найбільшою копальнею району Тіо стала «Plateau» (поглинула згадану вище «Clemence»), яка станом на початок 2020-х також була єдиною, що залишалась в роботі (не рахуючи «Camp des Sapins», що більш ніж за півтора десятка кілометрів від центру рудного району). Про масштаби діяльності відомо, що в 1960-му «Plateau» видала 0,9 млн тонн руди (того ж року інша діюча копальня «Bornets» забезпечила 0,3 млн тонн), а станом на другу половину 2000-х накопичений видобуток з «Plateau» становив близько 30 млн тонн руди.
Розробка ведеться традиційним для Нової Каледонії відкритим способом (хоча в 19 столітті для вилучення багатих покладів на острові могли споруджувати й шахти). Зазвичай на 1 тонну руди припадає 7 тонн розкривної породи (включаючи низькоякісну лімонітову руду).
У 1889—1891 та 1912—1930 роках в районі Тіо діяли металургійні заводи, проте в подальшому руду спрямували для переробки на заводі в Доніамбо (але частину можуть відправляти і на експорт, наприклад, до Японії). Спершу руда вивозиться до узбережжя автотранспортом, після чого завантажується у рудовози, здатні прийняти 25—30 тисяч тонн за рейс, за допомогою винесеного в море конвеєра продуктивністю 1 тисяча тонн на годину.
Також можливо відзначити, що з 1985-го SLN стала 100 % дочірньою компанією групи Eramet. У 1994-му 10 % участі отримала японська Nisshin Steel, а в 2000—2008 роках 34 % відійшли компанії Société Territoriale Calédonienne de Participation Industrielle (STCPI), що представляє три провінції Нової Каледонії.